# Statistique Indonésie
Statistique Indonésie, connu en Indonésie sous le nom de BPS (ou Badan Pusat Statistik , traduction indonésienne de l'Agence centrale de la statistique), est un institut gouvernemental indonésien chargé de mener des enquêtes statistiques. Le gouvernement est son principal client, mais des données statistiques sont également accessibles au public. Les enquêtes annuelles comprennent les données socioéconomiques nationales et provinciales, les établissements manufacturiers, la population et la main-d'œuvre.
Créé en 1960, l'institut est directement responsable devant le président indonésien.  Ses fonctions consistent notamment à fournir des données à d'autres instituts gouvernementaux ainsi qu'au public et à mener des enquêtes statistiques afin de publier des statistiques périodiques sur l'économie, les changements sociaux et le développement.  Statistique Indonésie aide également les divisions de traitement de données d'autres services publics pour soutenir et promouvoir les méthodes statistiques standards.

## Histoire
Le Bureau Statistique du Gouvernement des Indes orientales néerlandaises a été créé en  février 1920 par le Directeur de l’agriculture et du commerce (Directeur van Landbouw Nijverheid en Handel) et est basé à Bogor.  En mars 1923, une commission appelée Commission de la statistique fut créée. Elle représentait les membres de chaque département.  La commission est chargée de planifier des actions qui mènent dans la mesure du possible à la réalisation de l'unité des activités statistiques en Indonésie.  Le 24 septembre 1924, le nom de l'institution fut remplacé par le Centraal Kantoor voor de Statistiek (CKS) ou par le Bureau central de la statistique, et transféré à Jakarta.
En juin 1942, le gouvernement japonais a réactivé les activités statistiques axées sur la satisfaction des besoins de la guerre et de l'armée.  Le CKS a été renommé Shomubu Chosasitsu Gunseikanbu.
Le 26 septembre 1960, le gouvernement de la république d'Indonésie a promulgué la loi no 7 de 1960 sur les statistiques, qui remplace la Statistiek Ordonantie 1934 à la naissance de cette loi, marquant le début du processus entrepris par le BPS pour obtenir l'indépendance dans le domaine de la statistique, qui était jusqu'alors régi par le système de législation coloniale.
En remplacement des deux lois, la Loi no 16 de 1997 sur les Statistiques a été adoptée.  Sur la base de cette loi, qui a été suivie d’une législation inférieure, le Bureau central de la statistique a été officiellement remplacé par l'Agence centrale de la statistique (ou Badan Pusat Statistik).

## Recensement
Sur la base de la loi no 6 de 1960 de la république d'Indonésie sur le recensement, Statistique Indonésie tiendra un recensement tous les 10 ans.

### Démographie
Le recensement se tient chaque année se terminant par un « 0 » après 1961, le recensement s'est tenu en 1970, 1980, 1990, 2000 et 2010.

### Économie
Le recensement se tient chaque année se terminant par un « 6 », le recensement s'est tenu en 1986, 1996, 2006 et 2016.

### Agriculture
Le recensement se tient chaque année se terminant par un « 3 », celui de 1963, 1973, 1983, 1993, 2003 et 2013 .

## Voir également
- Liste des services statistiques nationaux et internationaux